# Cantharidus
Cantharidus là một chi ốc biển, là động vật thân mềm chân bụng sống ở biển trong họ Trochidae.

## Các loài
The World Register of Marine Species (WoRMS) includes the following species with valid names within the genus Cantharidus :
- Cantharidus antipodum (Hombron & Jacquinot, 1854)
- Cantharidus bisbalteatus Pilsbry, 1901
- Cantharidus callichrous (Philippi, 1849)
- Cantharidus capillaceus (Philippi, 1848)
- Cantharidus crenelliferus (Adams, 1853)
- Cantharidus dilatatus (Sowerby II, 1870)
- Cantharidus festivus (B. A. Marshall, 1998)
- Cantharidus fournieri (Crosse, 1863)
- Cantharidus fulminatus (Hutton, 1873)
- Cantharidus fultoni (G. B. Sowerby III, 1890)
- Cantharidus interruptus (W. Wood, 1828)
- Cantharidus japonicus (A. Adams, 1853)
- Cantharidus jessoensis Schrenck, L. von, 1863
- Cantharidus lepidus (Philippi, 1849)
- Cantharidus levis Bozzetti, 2021
- Cantharidus marmoreus Pease, W.H., 1868
- Cantharidus nolfi Poppe, Tagaro & Dekker, 2006
- Cantharidus opalus (Martyn, 1784)
- Cantharidus pallidulus A. Adams, 1853 (taxon inquirendum)
- Cantharidus puysegurensis (Powell, 1939)
- Cantharidus roseopictus (E. A. Smith, 1913)
- Cantharidus sendersi Poppe, Tagaro & Dekker, 2006
- Cantharidus turneri (Powell, 1939)

The Indo-Pacific Molluscan Database also mentions the following species with names in current use :
- Cantharidus vittata (Pilsbry, 1903)

Species and subspecies within the genus Cantharidus include:
- Cantharidus cinguliger A. Adams, 1851 (taxon inquirendum))
- Cantharidus fumosus Dillwyn, 1817
- Cantharidus iridis A. Adams, 1851
- Cantharidus moniliger A. Adams, 1851[5] (taxon inquirendum))
- Cantharidus nigricans A. Adams, 1851[5]
- Cantharidus nitidulus A. Adams, 1851 (synonym: Trochus nitidulus Philippi)
- Cantharidus punctulosus A. Adams, 1851[5] (taxon inquirendum))
- Cantharidus purpuratus A. Adams, 1851 (synonym: Trochus purpuratus Martyn)

Species brought into synonymy
- Cantharidus artensis (P. Fischer, 1878): synonym of Trochus artensis P. Fischer, 1878
- Cantharidus artizona A. Adams, 1851: synonym of Roseaplagis artizona (A. Adams, 1853) (original combination)
- Cantharidus articularis A. Adams, 1851: synonym of Jujubinus interruptus (Wood, 1828)
- Cantharidus bisculptus E.A. Smith: synonym of Dactylastele burnupi (E. A. Smith, 1899)
- Cantharidus burchorum Marshall, 1998: synonym of Micrelenchus burchorum (B. A. Marshall, 1998)
- Cantharidus caelatus Hutton, 1884: synonym of Roseaplagis caelatus (Hutton, 1884)
- Cantharidus capillaceus coruscans (Hedley, 1916): synonym of Cantharidus capillaceus (Philippi, 1848)
- Cantharidus columna Dall, 1890: synonym of Halistylus columna (Dall, 1890)
- Cantharidus elongatus Wood: synonym of Thalotia elongata Sowerby, G.B. I, 1818
- Cantharidus fultoni (Melvill, 1898): synonym of Trochus fultoni Melvill, 1898
- Cantharidus gilberti Montrouzier, 1878: synonym of Cantharidus polychroma (A. Adams, 1853)
- Cantharidus hirasei Pilsbry, 1901: synonym of Phasianotrochus hirasei (Pilsbry, 1901)
- Cantharidus huttonii (E. A. Smith, 1876): synonym of Micrelenchus huttonii (E. A. Smith, 1876)
- Cantharidus infuscatus Gould, 1861: synonym of Kanekotrochus infuscatus (Gould, 1861)
- Cantharidus iris (Gmelin, 1791): synonym of Cantharidus opalus (Martyn, 1784)
- Cantharidus kotschyi (Philippi, 1849): synonym of Osilinus kotschyi (Philippi, 1849)
- Cantharidus lepidus Philippi, R.A., 1849: synonym of Strigosella lepida (Philippi, 1846)
- Cantharidus macquariensis (Hedley, 1916): synonym of Margarella macquariensis Hedley, 1916
- Cantharidus montagui (W. Wood, 1828): synonym of Jujubinus montagui (Wood, 1828)
- Cantharidus mortenseni (Odhner, 1924): synonym of Roseaplagis mortenseni (Odhner, 1924)
- Cantharidus oliveri Iredale, 1915: synonym of Cantharidus sanguineus (Gray, 1843)
- Cantharidus parcipictus (Powel, 1946): synonym of Cantharidus tenebrosus A. Adams, 1853
- Cantharidus picturatum A. Adams, 1851: synonym of Calliostoma picturatum (A. Adams, 1851)
- Cantharidus pliciferus Schepman, 1908: synonym of Perrinia plicifera (Schepman, 1908)
- Cantharidus polychroma (A. Adams, 1853): synonym of Jujubinus polychroma (A. Adams, 1853)
- Cantharidus pruninus Gould, 1849: synonym of Cantharidus capillaceus (Philippi, 1849) (error for pruninus)
- Cantharidus pruninus minor E. A. Smith, 1902: synonym of Cantharidus capillaceus (Philippi, 1849)
- Cantharidus pruninus perobtusus Pilsbry, H.A., 1889: synonym of Cantharidus capillaceus (Philippi, 1849)
- Cantharidus pulcherrimus (W. Wood, 1828): synonym of Prothalotia pulcherrima (W. Wood, 1828)
- Cantharidus purpureus (Gmelin, 1791): synonym of Micrelenchus purpureus (Gmelin, 1791)
- Cantharidus roseus (Hutton, 1873): synonym of Cantharidus antipodum (Hombron & Jacquinot, 1848)
- Cantharidus rufozona (A. Adams, 1851): synonym of Roseaplagis rufozona (A. Adams, 1853) (original combination)
- Cantharidus sanguineus (Gray, J.E. in Dieffenbach, 1843): synonym of Micrelenchus sanguineus (Gray, 1843)
- Cantharidus sanguineus bakeri Fleming, 1948: synonym of Cantharidus artizona A. Adams, 1853
- Cantharidus sanguineus var. caelatus Hutton, 1884: synonym of Cantharidus caelatus Hutton, 1884
- Cantharidus sanguineus cryptus (Powell, 1946): synonym of Cantharidus sanguineus (Gray in Dieffenbach, 1843)
- Cantharidus sanguineus var. elongata Suter, 1897: synonym of Cantharidus artizona A. Adams, 1853
- Cantharidus simulatus Hutton: synonym of Cantharidus dilatatus (G. B. Sowerby II, 1870)
- Cantharidus suarezensis (P. Fischer, 1878): synonym of Jujubinus suarezensis (P. Fischer, 1878)
- Cantharidus suturalis (A. Adams, 1853): synonym of Prothalotia suturalis (A. Adams, 1853)
- Cantharidus tenebrosus A. Adams, 1851: synonym of Micrelenchus tenebrosus (A. Adams, 1853) (original combination)
- Cantharidus tenebrosus var. huttonii (E.A. Smith, 1876): synonym of Cantharidus huttonii (E. A. Smith, 1876)
- Cantharidus tessellatus (A. Adams, 1853): synonym of Micrelenchus tesselatus (A. Adams, 1853)
- Cantharidus tristis Thiele, 1930: synonym of Jujubinus polychromus (A. Adams, 1853)
- Cantharidus urbanus (Gould, 1861): synonym of Iwakawatrochus urbanus (Gould, 1861)
- Cantharidus zealandicus A. Adams, 1851: synonym of Cantharidus opalus (Martyn, 1784)